# (9340) Williamholden
(9340) Williamholden ist ein Asteroid des äußeren Hauptgürtels, der von dem belgischen Astronomen Eric Walter Elst am 6. Juni 1991 am La-Silla-Observatorium der Europäischen Südsternwarte in Chile (IAU-Code 809) entdeckt wurde.
Der Asteroid gehört der Themis-Familie an, einer Gruppe von Asteroiden, die nach (24) Themis benannt wurde.
(9340) Williamholden wurde am 20. November 2002 nach dem US-amerikanischen Filmschauspieler William Holden (1918–1981) benannt, der besonders durch seine Hauptrolle in Die Brücke am Kwai bekannt wurde und 1954 den Oscar als bester Hauptdarsteller für den Film Stalag 17 gewann.